# Multischaalmodel
Een multischaalmodel (Steinhauser 2008) is een model waarmee in de procestechnologie, scheikunde, wiskunde, natuurkunde, meteorologie en informatica problemen worden aangepakt en opgelost die op meerdere ruimtelijke en tijdgebonden schaalniveaus spelen.
Een kenmerkend probleem van "schaalkoppeling" is beschreven door Baeurle 2009, de Pablo 2011, Knizhnik 2002 en Adamson 2007. Horstemeyer 2009 presenteerde een historisch overzicht waarin met multischaalmodellen het gedrag van een vast stof wordt beschreven in verschillende vakgebieden (vaste stof mechanica, numerieke methoden, wiskunde, natuurkunde en materiaalkunde). Martin Karplus, Michael Levitt, Arieh Warshel ontvingen de Nobelprijs in de Scheikunde voor de ontwikkeling van een multischaalmodel waarin met klassieke en quantum mechanische modellen complexe chemische systemen en reactie werden beschreven. 
Multischaal modellering wordt in de natuurkunde en de scheikunde gebruikt om de eigenschappen van stoffen of het gedrag van systemen te berekenen door de uitkomsten op één schaal in te voeren in het model op een andere schaal. Opeenvolgende modellen zijn meestal verschillend zoals: Op de schaal van een kwantummechanisch model (inclusief elektronen), de dynamiek van moleculen (inclusief individuele atomen), mesoschaal gedrag van clusters (inclusief gedrag van moleculen en atomen), continuüm van een systeem (inclusief gedrag van clusters) etc. Elke schaal richt zich op een specifiek deel van ruimte en tijd. Met multischaalmodellen worden met computers berekeningen gedaan om op basis van het gedrag van elektronen en atomen het gedrag van materialen en systemen te voorspellen.
In de meteorologie worden multischaalmodellen gebruikt om verschillende weersystemen in ruimte en tijd te koppelen. Daar is de uitdaging om een onderscheid te maken tussen weersystemen op verschillende ruimtelijke schalen. Het lokale weer gebruiken om het weer op wereldschaal te voorspellen is lastig. Multischaalmodellen worden ook gebruikt om logistieke en organisatie problemen aan te pakken. 